# نهر تشولوتيكا
نهر تشولوتيكا (بالإسبانية: Río Grande o Choluteca)‏ نهر في جنوب هندوراس. مصدره في إدارة فرانسيسكو مورازان، بالقرب من يباتيريك (جنوب غرب تيغوسيغالبا)، ومن هناك يتدفق شمالا عبر مدينة تيغوسيغالبا، ثم جنوبا من خلال إدارة بارايسو، و إدارة ومدينة تشولوتيكا. يقع مصب النهر - الواقع بين الأراضي الرطبة - بالقرب من بلدة سيدينيو الساحلية، على خليج فونسيكا.
وفقًا لمنظمة الأغذية والزراعة، يبلغ طول نهر تشولوتيكا 349 كيلومتر (217 ميل) من المصدر إلى الفم. يزيد حجمه بين مايو وأكتوبر، مع موسم الأمطار. يتأثر حوضه بالجفاف الشديد مع ظاهرة إل نينيو، وعادة ما يرتبط هذا بحرائق الأدغال الشديدة.
لا توجد سدود مبنية على طول المسار الرئيسي للنهر [بحاجة لمصدر].

كان فيضان هذا النهر مصدرًا رئيسيًا للتدمير خلال إعصار ميتش في عام 1998. جرفت أحياء بأكملها في تيغوسيغالبا، وتضخم في النهاية إلى ستة أضعاف حجمه الطبيعي في تشولوتيكا. هناك دمر الأحياء وجزء من المركز التجاري. أبعد من ذلك، دمرت الفيضانات موروليكا، حيث لم تدمر فقط القرية الصغيرة ولكن تقريبا جميع سكانها ماتوا أو اختفوا.

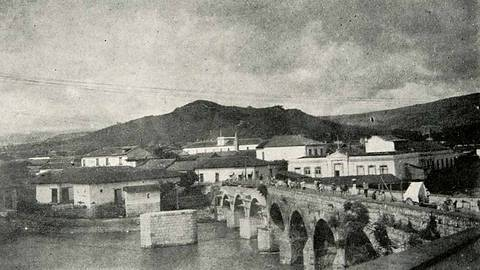
صورة عام 1910 لجسر على نهر تشولوتيكا في تيغوسيغالبا